# 香槟池
香槟池（Champagne Pool）是新西兰北岛怀卡托区怀奥塔普地热区的一个著名景点。温泉位于罗托路亚东南30公里，陶波50公里。香槟池的名称来自大量二氧化碳的释出如同玻璃杯中香槟酒的气泡。温泉形成于900年前一次火山爆发的热液。湖的直径约65米，最深处约为65米，估计容积为50,000立方米。

## 水质化学
香槟池地下深处的地热水温为260°C，但是由于热量散发在空气中，池中水温保持在73°C到75°C。由于二氧化碳的释出，池水pH值相对恒定在5.5。释放的气体主要是二氧化碳，也含有少量氮气、甲烷、氢气、硫化氢和氧气。硅酸地热液体中含有过饱和的类金属化合物，如硫化砷和硫化锑，其沉淀物呈现出橙色。色彩艳丽的沉淀物与香槟池周围灰白的二氧化硅火山灰熔渣形成对比。 

## 生物学
尽管香槟池地球化学特性突出，但是关于它作为微生物形成的研究依然很少。氢气和二氧化碳或者氧气是产烷生物或氢氧化微生物自养生长的新陈代谢能量来源。非培养生物方法提供了温泉中细丝状的、球菌状的和杆状的细胞形态的证据。两种特别的细菌和一种古菌被成功地从香槟池分离出来。